# Административно-территориальное деление Ряжского района
Ряжский район в рамках административно-территориального устройства включает 1 город районного значения и 5 сельских округов.
В рамках организации местного самоуправления, муниципальный район делится на 6 муниципальных образований, в том числе 1 городское и 5 сельских поселений:
- Ряжское городское поселение (г. Ряжск).
- Алешинское сельское поселение (с. Большая Алешня)
- Дегтянское сельское поселение (с. Дегтяное)
- Журавинское сельское поселение (с. Журавинка)
- Петровское сельское поселение (с. Петрово)
- Поплевинское сельское поселение (с. Поплевино)

Город соответствует городскому поселению, сельский округ — сельскому поселению.

## Формирование муниципальных образований
В результате муниципальной реформы к 2006 году на территории 16 сельских округов было образовано 5 сельских поселений.
| Административно-территориальная единица | Населённый пункт     | Муниципальное образование       |
| --------------------------------------- | -------------------- | ------------------------------- |
| Алешинский сельский округ               | Большая Алешня       | Алешинское сельское поселение   |
| Алешинский сельский округ               | Зорька               | Алешинское сельское поселение   |
| Алешинский сельский округ               | Колесницкий          | Алешинское сельское поселение   |
| Алешинский сельский округ               | Коминтерн            | Алешинское сельское поселение   |
| Алешинский сельский округ               | Малая Алешня         | Алешинское сельское поселение   |
| Алешинский сельский округ               | Марчуковские Выселки | Алешинское сельское поселение   |
| Алешинский сельский округ               | Погореловка          | Алешинское сельское поселение   |
| Алешинский сельский округ               | Свет                 | Алешинское сельское поселение   |
| Алешинский сельский округ               | Утро                 | Алешинское сельское поселение   |
| Введеновский сельский округ             | Введеновка           | Алешинское сельское поселение   |
| Введеновский сельский округ             | Марьино              | Алешинское сельское поселение   |
| Введеновский сельский округ             | Михайловка           | Алешинское сельское поселение   |
| Марчуковский 1 сельский округ           | Марчуки 1            | Алешинское сельское поселение   |
| Ратмановский сельский округ             | Алексеевка           | Алешинское сельское поселение   |
| Ратмановский сельский округ             | Киселевка            | Алешинское сельское поселение   |
| Ратмановский сельский округ             | Ратманово            | Алешинское сельское поселение   |
| Ратмановский сельский округ             | Шереметьево          | Алешинское сельское поселение   |
| Туровский сельский округ                | Борщевое             | Алешинское сельское поселение   |
| Туровский сельский округ                | Гремячка             | Алешинское сельское поселение   |
| Туровский сельский округ                | Совка                | Алешинское сельское поселение   |
| Туровский сельский округ                | Телешовка            | Алешинское сельское поселение   |
| Туровский сельский округ                | Турово               | Алешинское сельское поселение   |
| Шереметьевский сельский округ           | Большое Самарино     | Алешинское сельское поселение   |
| Шереметьевский сельский округ           | Шереметьево          | Алешинское сельское поселение   |
| Дегтянский сельский округ               | Василевка            | Дегтянское сельское поселение   |
| Дегтянский сельский округ               | Дегтяное             | Дегтянское сельское поселение   |
| Новоеголдаевский сельский округ         | Еголдаево            | Дегтянское сельское поселение   |
| Новоеголдаевский сельский округ         | Новое Еголдаево      | Дегтянское сельское поселение   |
| Новоеголдаевский сельский округ         | Старое Еголдаево     | Дегтянское сельское поселение   |
| Журавинский сельский округ              | Журавинка            | Журавинское сельское поселение  |
| Журавинский сельский округ              | Куровщино            | Журавинское сельское поселение  |
| Марчуковский 2 сельский округ           | Берёзово             | Журавинское сельское поселение  |
| Марчуковский 2 сельский округ           | Волково              | Журавинское сельское поселение  |
| Марчуковский 2 сельский округ           | Есаково              | Журавинское сельское поселение  |
| Марчуковский 2 сельский округ           | Зезюлино             | Журавинское сельское поселение  |
| Марчуковский 2 сельский округ           | Лыково               | Журавинское сельское поселение  |
| Марчуковский 2 сельский округ           | Марчуки 2            | Журавинское сельское поселение  |
| Марчуковский 2 сельский округ           | Набережное           | Журавинское сельское поселение  |
| Марчуковский 2 сельский округ           | Полотебное           | Журавинское сельское поселение  |
| Марчуковский 2 сельский округ           | Хмелевое             | Журавинское сельское поселение  |
| Нагорновский сельский округ             | Александровка        | Журавинское сельское поселение  |
| Нагорновский сельский округ             | Красный Октябрь      | Журавинское сельское поселение  |
| Нагорновский сельский округ             | Лесничества Шувалова | Журавинское сельское поселение  |
| Нагорновский сельский округ             | Нагорное             | Журавинское сельское поселение  |
| Нагорновский сельский округ             | Новый Мир            | Журавинское сельское поселение  |
| Салтыковский сельский округ             | Кузьминка            | Журавинское сельское поселение  |
| Салтыковский сельский округ             | Салтыки              | Журавинское сельское поселение  |
| Петровский сельский округ               | Дмитриевка           | Петровское сельское поселение   |
| Петровский сельский округ               | Петрово              | Петровское сельское поселение   |
| Петровский сельский округ               | Солнце               | Петровское сельское поселение   |
| Кучуковский сельский округ              | Кучуково             | Поплевинское сельское поселение |
| Кучуковский сельский округ              | Лупиловка            | Поплевинское сельское поселение |
| Кучуковский сельский округ              | Чирково              | Поплевинское сельское поселение |
| Подвисловский сельский округ            | Малое Самарино       | Поплевинское сельское поселение |
| Подвисловский сельский округ            | Осиновка             | Поплевинское сельское поселение |
| Подвисловский сельский округ            | Подвислово           | Поплевинское сельское поселение |
| Подвисловский сельский округ            | Подвислово           | Поплевинское сельское поселение |
| Подвисловский сельский округ            | Чернава              | Поплевинское сельское поселение |
| Поплевинский сельский округ             | Добрая Воля          | Поплевинское сельское поселение |
| Поплевинский сельский округ             | Поплевино            | Поплевинское сельское поселение |
| Администрация г. Ряжск                  | Ряжск                | Ряжское городское поселение     |